# Sargadji
Sargadji (auch: Sargaji, Sarkadié, Sarkadji) ist ein Dorf in der Stadtgemeinde Loga in Niger.

## Geographie
Das von einem traditionellen Ortsvorsteher (chef traditionnel) geleitete Dorf befindet sich etwa fünf Kilometer westlich des Stadtzentrums von Loga, das zum gleichnamigen Departement Loga in der Region Dosso gehört. Größere Dörfer in der Umgebung von Sargadji ist das rund 11 Kilometer entfernte Sokorbé im Süden und das rund 22 Kilometer entfernte Tabla im Nordwesten.
Sargadji ist Teil der Übergangszone zwischen Sahel und Sudan. Die durchschnittliche jährliche Niederschlagshöhe beträgt hier zwischen 400 und 500 mm. Im Ort wurde die Schlangenart Weißbauch-Sandrasselotter (Echis leucogaster) gesichtet.

## Geschichte
Sargadji war an der Wende vom 19. zum 20. Jahrhundert der Schauplatz einer Revolte gegen die beginnende französische Kolonialherrschaft. Die Ursachen für die Sargadji-Revolte waren komplex. Ein Hauptgrund lag in dem Versuch, die  unabhängigen Siedlungen Sargadji und Loga der Herrschaft des mit den Franzosen verbündeten Zarmakoye, des traditionellen Herrschers von Dosso, zu unterstellen. Im August 1899 und im Februar 1900 besiegten Zarma-Truppen in Sargadji die französischen Streitkräfte bei Überraschungsangriffen. Eine französische Abordnung eroberte schließlich am 16. und 18. November 1900 Sargadji und Loga. Die Orte wurden zerstört, die Einwohner flüchteten ins Buschland und kehrten erst nach und nach zurück. Der Aufstand flammte 1905 noch einmal kurz auf, bis Sargadji im selben Jahr endgültig befriedet wurde. Der Schriftsteller Saley Boubé Bali behandelte die Revolte in seinem 2013 erschienenen Roman Sargadji l’indomptable.

## Bevölkerung
Bei der Volkszählung 2012 hatte Sargadji 4297 Einwohner, die in 597 Haushalten lebten. Bei der Volkszählung 2001 betrug die Einwohnerzahl 3539 in 410 Haushalten und bei der Volkszählung 1988 belief sich die Einwohnerzahl auf 3624 in 455 Haushalten.

## Wirtschaft und Infrastruktur
An der Nationalstraße 23 erstreckt sich der Wochenmarkt von Sargadji. Der Viehmarkt gehört neben jenen in Balleyara und im Stadtzentrum von Loga zu den bedeutendsten in der Region. In Sargadji ist mit einem Centre de Santé Intégré (CSI) ein Gesundheitszentrum vorhanden. Es gibt eine Grundschule und mit dem CEG Sargadji eine Schule der Sekundarstufe des Typs Collège d’Enseignement Général.